# 姚忠良
姚忠良（1962年—），河南平舆人，汉族，中國共產黨黨員，中华人民共和国企业家、全国人民代表大会河南地区代表。
毕业于中国人民大学管理学专业。长期在河南省粮食厅工作，担任白象集团董事长兼首席执行官。2008年起担任全国人大代表。2013年，担任全国人大代表。2018年2月24日，当选为第十三届全国人大代表。